# Le Stelle
Le Stelle è stata una rivista italiana di cultura astronomica, edita da Gruppo B Editore.
Le Stelle, il cui titolo per esteso "e quindi uscimmo a riveder le stelle" è tratto dal celebre ultimo verso dell'Inferno di Dante, aveva cadenza mensile.
La rivista, la cui prima uscita risale al novembre 2002, è nata su iniziativa della più famosa astronoma italiana, Margherita Hack, e di Corrado Lamberti (che hanno svolto per circa cinque anni e mezzo il ruolo di direttori) poco dopo le dimissioni da parte di entrambi, e non senza qualche strascico polemico, da un'altra rivista, L'Astronomia, per divergenze di carattere editoriale.
Su le Stelle si trovavano, oltre all'editoriale, rubriche dedicate alle ultime notizie in campo astronomico, alle novità tecnologiche in materia di telescopi, binocoli e accessori.
Ospitava una serie di articoli di vari studiosi che trattavano in maniera divulgativa materie che vanno dall'astrofisica, alla cosmologia, alla planetologia, all'esobiologia, comprese informazioni sulle missioni spaziali in programma, articoli di storia dell'astronomia e talvolta di archeoastronomia. Erano presenti anche pagine dedicate agli astrofili.
Dopo l'acquisizione della maggioranza di Gruppo B Editore da parte della casa editrice BFC Space di Milano, la testata è stata unita insieme alla rivista Nuovo Orione nel nuovo magazine mensile Cosmo, il cui primo numero è uscito a novembre 2019.